# エレクトリック・アーギュメンツ
『エレクトリック・アーギュメンツ』（Electric Arguments ）とは、2007年に発表されたザ・ファイアーマンのアルバム。

## 概要
マッカートニーとキリング・ジョークのベーシストであるユースによるユニット『ザ・ファイアーマン』による作品。過去にも数枚アルバムを発表していたが、どれもインストゥルメンタル曲によるものだった。しかし、今作ではマッカートニーが作詞作曲を行い、ボーカルの入ったしっかりとした楽曲が多数収録された。そのためか今作への評価は高く、他のオリジナルアルバムと同列に並べる人も居る。
タイトルはアレン・ギンズバーグの詩から影響を受けたとのこと。また、レコーディングは1日につき1曲行うというルールで行われた。マッカートニーはアルバムタイトルについて「意味よりも言葉の組み合わせの美しさに目を向けてきたから」と語っている。

## 収録曲
作詞作曲はすべてポール・マッカートニー
1. "ナッシング・トゥー・マッチ・ジャスト・アウト・オブ・サイト - Nothing Too Much Just Out of Sight" – 4:55
2. "トゥ・マグパイズ - Two Magpies" – 2:12
3. "シング・ザ・チェンジズ - Sing the Changes" – 3:44
4. "トラヴェリング・ライト - Travelling Light" – 5:06
5. "ハイウェイ - Highway" – 4:17
6. "ライト・フロム・ユア・ライトハウス  - Light from Your Lighthouse" – 2:31
7. "サン・イズ・シャイニング - Sun Is Shining" – 5:12
8. "ダンス・ティル・ウィ・アー・ハイ - Dance 'Til We're High" – 3:37
9. "ライフロング・パッション" - Lifelong Passion" – 4:49
10. "イズ・ディス・ラヴ？ - Is This Love?" – 5:52
11. "ラヴァーズ・イン・ア・ドリーム - Lovers in a Dream" – 5:22
12. "ユニヴァーサル・ヒア、エヴァーラスティング・ナウ - Universal Here, Everlasting Now" – 5:05
13. "ドント・ストップ・ランニング - Don't Stop Running" – 10:31
  - Road Trip　（隠しトラック）

## レセプション
レビュー収集センターのメタクリティックによると、アルバムの評価は100点満点中74点であり、23件のレビューに基づいて、「概ね好意的」であることを示した。
オールミュージックは、「過去20年間の他のどのマッカートニーのアルバムよりも、より多くのねじれと展開、質感がある」と評価した。
| 専門評論家によるレビュー | 専門評論家によるレビュー |
| レビュー・スコア         | レビュー・スコア         |
| 出典                     | 評価                     |
| ------------------------ | ------------------------ |
| AllMusic                 | [ 5 ]                    |
| The A.V. Club            | B−                       |
| The Guardian             | [ 7 ]                    |
| Los Angeles Times        | [ 8 ]                    |
| Mojo                     | [ 9 ]                    |
| The Observer             | [ 10 ]                   |
| Paste                    | 8.6/10                   |
| Pitchfork                | 7.3/10                   |
| Rolling Stone            | [ 13 ]                   |
| Spin                     | [ 14 ]                   |
| Uncut                    | [ 15 ]                   |

## クレジット
- ポール・マッカートニー - リード・ボーカル、バッキング・ボーカル、ベース、ダブルベース、アコースティック・ギター、エレクトリック・ギター、ピアノ、キーボード、シンセサイザー、クラヴィオライン（英語版）、ハーモニウム、メロトロン、オルガン、ハープシコード、ハーモニカ、パーカッション、タンバリン、フルート、チェロ、マンドリン、ドラムス、ビブラフォン、チューブラーベル
- ユース - プロデューサー
- ティム・ブラン - プログラミング
- デヴィッド・ノック - プログラミング